# Kurt Van Keirsbulck
Kurt Van Keirsbulck (Roeselare, 1 oktober 1965) is een Belgisch voormalig professioneel wielrenner. Zijn beste prestatie is de overwinning in de Ronde van Vlaanderen voor junioren, in 1984. Later zou hij nog ereplaatsen behalen in de Omloop van de Grensstreek, Circuit du Hainaut en de GP Stad Vilvoorde.
Kurt is de vader van Guillaume Van Keirsbulck en de schoonzoon van Benoni Beheyt.

## Belangrijkste overwinningen
1984
- Ronde van Vlaanderen (Junioren)

## Resultaten in voornaamste wedstrijden
| Jaar | Gent-Wevelgem | Ronde van Vlaanderen | Parijs-Roubaix |
| ---- | ------------- | -------------------- | -------------- |
| 1989 | 68e           |                      |                |
| 1990 | 41e           | 63e                  | 11e            |